# Mario Lertora
Mario Lertora (Génova, Italia, 21 de septiembre de 1897- Génova, 28 de marzo de 1939) fue un gimnasta artístico italiano, medallista de bronce olímpico en Los Ángeles 1932 en la prueba suelo.

## Carrera deportiva
En los JJ. OO. de París 1924 gana el oro en el concurso por equipos, por delante de los franceses y suizos.
En las Olimpiadas de Los Ángeles 1932 gana oro en equipo —por delante de los estadounidenses y finlandeses— y el bronce en suelo, tras el húngaro István Pelle y el suizo Georges Miez.